# Coupe ASOBAL 2012-2013
Navigation
Coupe ASOBAL 2011-2012 Coupe ASOBAL 2013-2014
La Coupe ASOBAL 2012-2013 est la 23e édition de la compétition qui a eu lieu les 21 et 22 décembre 2012 dans le Complexe sportif d'As Travesas (es) de Vigo.
Elle est remportée par le FC Barcelone pour la 8e fois.

## Équipes engagées et formule
Les équipes engagées sont les quatre premières équipes du Championnat d'Espagne 2012-2013 à la fin des matchs aller :
|   | Équipe                | Pts | J  | G  | N | P | Bp  | Bc  | Diff |
| - | --------------------- | --- | -- | -- | - | - | --- | --- | ---- |
| 1 | FC Barcelone          | 30  | 15 | 15 | 0 | 0 | 496 | 322 | 174  |
| 2 | BM Atlético de Madrid | 27  | 15 | 13 | 1 | 1 | 451 | 382 | 69   |
| 3 | CB Ademar León        | 19  | 15 | 9  | 1 | 5 | 422 | 385 | 37   |
| 4 | Naturhouse La Rioja   | 19  | 15 | 9  | 1 | 5 | 417 | 399 | 18   |

Le format de la compétition est une phase finale à 4 (demi-finale, finale) avec élimination directe. L'équipe qui remporte la compétition obtient une place qualificative pour la Ligue des champions 2013-2014.

## Résultats
|  | Demi-finales          | Demi-finales |                       |    | Finale | Finale |
|  | Demi-finales          | Demi-finales |                       |    | Finale | Finale |
|  |                       |              |                       |    |        |        |
|  |                       |              |                       |    |        |        |
|  |                       |              |                       |    |        |        |
|  | Naturhouse La Rioja   | 30           |                       |    |        |        |
|  | Naturhouse La Rioja   | 30           |                       |    |        |        |
|  | BM Atlético de Madrid | 34           |                       |    |        |        |
|  | BM Atlético de Madrid | 34           | BM Atlético de Madrid | 24 |        |        |
|  |                       |              | BM Atlético de Madrid | 24 |        |        |
|  |                       | FC Barcelone | 32                    |    |        |        |
|  | FC Barcelone          | FC Barcelone | 32                    | 34 |        |        |
|  | FC Barcelone          |              |                       | 34 |        |        |
|  | CB Ademar León        | 25           |                       |    |        |        |
|  | CB Ademar León        | 25           |                       |    |        |        |